# 星野夏海
星野 夏海（ほしの なつみ、1987年8月29日 - ）は、日本の元タレントである。現在は引退している。

## 作品

### DVD
- ランク王国MC 星野夏海 なっちであっちっち（2011年2月15日、グラッソ）
- なっちと一緒（2012年7月20日、竹書房）
- フェチシスト〜美尻〜（2014年10月23日、イーネット・フロンティア）

## 主な出演

### バラエティ番組
- ランク王国 （2010年4月3日 - 2012年3月31日、TBS）

### インターネット
- ○○○○（あっ!とおどろく放送局）
- 星野夏海の「今夜もいっしょ」☆キラッ（Ustream）